# Lijst van beelden in Tilburg
Dit is een (onvolledige) chronologische lijst van beelden in de Nederlandse gemeente Tilburg. Onder een beeld wordt hier verstaan elk driedimensionaal kunstwerk in de openbare ruimte, waarbij beeld wordt gebruikt als verzamelbegrip voor sculpturen, standbeelden, installaties, gedenktekens en overige beeldhouwwerken.

## Berkel-Enschot
| Geplaatst | Omschrijving                        | Kunstenaar                             | Straat                                                      | Plaats         | Materiaal | Afbeelding |
| --------- | ----------------------------------- | -------------------------------------- | ----------------------------------------------------------- | -------------- | --------- | ---------- |
| 1921      | Heilig Hartbeeld (Berkel)           | Herman Lamberts                        | Sint Willibrordstraat / Pastoor Goossensstraat              | Berkel         |           |            |
| 1921      | Heilig Hartbeeld (Enschot)          | Jan & Alphons Custers                  | Kerkstraat 4 (Sint-Ceciliakerk)                             | Berkel         |           |            |
|           | Heiligen beelden                    |                                        | Raadhuisstraat, (Ingangspoort Koningsoord)                  | Berkel         |           |            |
|           | Robertus, Robertus van Cîteaux      |                                        | Raadhuisstraat, tuin Koningsoord                            | Berkel-Enschot |           |            |
|           | Maria                               |                                        | Pandgang, Koningsoord                                       | Berkel-Enschot |           | Maria      |
| 1957      | Sint Cecilia                        | Oda Swagemakers                        | Kerkstraat 6d                                               | Berkel-Enschot | steen     |            |
| 1986      | Sheep - Wolschaap                   | Hetty Heyster                          | Schaapkenslaan / Harry Jurgenslaan                          | Berkel-Enschot |           |            |
| 1988      | Spelend kind                        | JeanMarianne Bremers                   | Generaal Eisenhowerweg, (Sportpark Generaal Eisenhowerweg)  | Berkel-Enschot |           |            |
| 1989      | De Kip                              | Mariette van Berkel                    | Schoolmeesterstraat 2, (Basisschool Sint Caecilia)          | Berkel-Enschot |           |            |
| 1990      | KomMa                               | JeanMarianne Bremers                   | Koningsoord                                                 | Berkel-Enschot |           |            |
| 1992      | zonder titel (Drie torens en ploeg) | Mélanie de Vroom                       | Generaal Eisenhowerweg / Durendaelweg                       | Berkel-Enschot |           |            |
| 1996      | Blauwe Bomen                        | Inge Claesen                           | Wilhelminaplantsoen                                         | Berkel-Enschot | staal     |            |
| 1997      | De Burgemeester (Herder met hond)   | Anet van de Elzen                      | Puccinilaan / Torenhoekstraat                               | Berkel-Enschot |           |            |
| 2004      | Monument ongedoopte kinderen        |                                        | Dom S. Dubuissonstraat, (Kerkhof parochie St. Willibrordus) | Berkel-Enschot |           |            |
| 2006      | Monument ongedoopte kinderen        | Frank van der Loo                      | Torenpad, (Begraafplaats Enschot)                           | Berkel-Enschot |           |            |
|           | Social sofa                         |                                        | Generaal Eisenhouwerweg                                     | Berkel-Enschot |           |            |
| 2010      | Parel in het groen                  | Isabelle Roskam                        | Heukelomseweg / op- en afrit A65, (rotonde)                 | Berkel-Enschot |           |            |
| 2013      | Wegwijsmannetjes                    | Harm Jan Vrolijk                       | Puccinilaan / Bosscheweg, (rotonde)                         | Berkel-Enschot |           |            |
| 2017      | Attentiefiguren Jantje Beton        | ipv Delft creatieve ingenieurs         | Enschotsebaan / Bollekenspad                                | Berkel-Enschot |           |            |
| 2019      | Gevelreliëfs Maria/Trappistinnen    | Jan van Gils en Armando Pais do Amaral | Buurten Mariënkroon en Abdijhof                             | Berkel-Enschot |           |            |

## Biezenmortel
| Geplaatst | Omschrijving                   | Kunstenaar    | Straat                        | Plaats       | Materiaal | Afbeelding |
| --------- | ------------------------------ | ------------- | ----------------------------- | ------------ | --------- | ---------- |
| 1903      | Heilig Hartbeeld               |               | Bij Hazenpad 8, Huize Assisië | Biezenmortel |           |            |
| 1921      | Sint Joseph met het kind Jezus |               | Capucijnenstraat 44           | Biezenmortel |           |            |
| 1925      | Sint Bonaventura               |               | Capucijnenstraat 46           | Biezenmortel |           |            |
| ca. 1996  | Wachter                        | Hans van Eerd | Capucijnenstraat              | Biezenmortel |           |            |
| 2006      | Social Sofa                    |               | Hazenpad 1                    | Biezenmortel |           |            |

## Tilburg
| Geplaatst         | Omschrijving                                            | Kunstenaar                     | Straat                                                        | Plaats  | Materiaal                                   | Afbeelding            |
| ----------------- | ------------------------------------------------------- | ------------------------------ | ------------------------------------------------------------- | ------- | ------------------------------------------- | --------------------- |
| ca 1718           | Sint Dionysius                                          |                                | Norbertijnenpoort                                             | Tilburg | zandsteen                                   |                       |
| 1882              | Jozef met kindje Jezus                                  |                                | Kloosterstraat / Oude Dijk                                    | Tilburg | steen                                       |                       |
| 1889              | Sint Jozef                                              | Atelier Lambert van Rijswijck  | Heuvelring 122, Sint-Jozefkerk                                | Tilburg | verguld koper                               |                       |
| ca.1917           | Maria met kind                                          |                                | St.Oloflaan                                                   | Tilburg |                                             |                       |
| 1921              | Heilig Hartbeeld (Tilburg)                              | Atelier August Hermans         | Heuvelring 122, Sint-Jozefkerk                                | Tilburg | brons                                       |                       |
| 1923              | Elisabeth van Thüringen                                 | Jan Custers                    | Bankastraat                                                   | Tilburg |                                             |                       |
| 1923              | Franciscus van Sales                                    | Jan Custers                    | Sint Willebrordplein                                          | Tilburg |                                             |                       |
| 1924              | Koning Willem II                                        | Edouard François Georges       | Heuvelplein                                                   | Tilburg | brons                                       |                       |
| 1924              | Standbeeld van Maria Onbevlekt Ontvangen                | Jan Custers                    | De Schans                                                     | Tilburg | kalksteen                                   |                       |
| 1926              | Standbeeld Petrus Donders                               | Johannes Petrus Maas           | Wilhelminapark                                                | Tilburg | brons                                       |                       |
| 1933              | Joannes Zwijsen                                         | Toon Dupuis                    | Stadhuisplein, tegen rechtermuur Heikese kerk                 | Tilburg | bronzen beeld, natuurstenen sokkel          |                       |
| 1933              | Peerke Dondersmonument                                  | Karel Lücker                   | Pater Dondersstraat                                           | Tilburg | kalksteen                                   |                       |
| 1934              | Peerke Donders                                          | Manus Evers                    | Pastoriestraat / Kardinaal de Jongplein                       | Tilburg |                                             |                       |
| 1935              | O.L.Vrouw, moeder van Barmhartigheid                    | Manus Evers                    | (bij Kloosterkapel)                                           | Tilburg | steen                                       |                       |
| 1935              | De dood maakt allen Gelijk (reliëf)                     | Jan Verdonk                    | Schouwburgring                                                | Tilburg | zandsteen                                   |                       |
| eind jaren dertig | Maria                                                   | Albert Verschuuren             | Kwaadeindstraat                                               | Tilburg |                                             |                       |
| 1940              | Maria                                                   | Niel Steenbergen               | Bisschop Zwijsenstraat / Primus van Gilsstraat                | Tilburg |                                             |                       |
| 1941              | Ave Maria                                               | Jac Maris                      | Boomstraat 81, (vm. patronaatsgebouw)                         | Tilburg | keramiek                                    |                       |
| 1956              | Cosmas en Damianus                                      | Hans Claesen                   | Jan van Beverwijkstraat, poortgebouw St. Elisabeth Ziekenhuis | Tilburg | zandsteen                                   |                       |
| 1956              | deuromlijsting bank Van Mierlo en Zoon                  | Hans Claesen                   | Spoorlaan                                                     | Tilburg | steen                                       |                       |
| 1958              | Jan van de Mortel                                       | Albert Termote                 | Burgemeester Van de Mortelplein                               | Tilburg | brons                                       |                       |
| 1958              | Kinderspelen                                            | Jaak Kreijkamp                 | Burgemeester Van de Mortelplein                               | Tilburg | tufsteen                                    |                       |
| 1961              | Driekoningen zingen                                     | Jaak Kreijkamp                 | Stadhuisstraat                                                | Tilburg | tufsteen                                    |                       |
| 1961              | Muziek (vrouw met muziekinstrument)                     | Mari Andriessen                | Schouwburgring                                                | Tilburg | bronzen beeld op betonnen tafel             |                       |
| 1961              | (reliëfs boven ingangen)                                |                                | Reitse Hoevenstraat                                           | Tilburg |                                             |                       |
| 1962              | (baksteenreliëf)                                        |                                | Tobias Asserlaan / Statenlaan                                 | Tilburg | baksteen                                    |                       |
| 1962              | Deuromlijsting                                          | Jacques van Poppel             | Academielaan (voormalige telefooncentrale)                    | Tilburg |                                             |                       |
| 1964              | Naakte jongen met vis                                   | Hans Claesen                   | Westermarkt                                                   | Tilburg | brons                                       |                       |
| 1964              | Vis                                                     | Hans Claesen                   | Gotenpark                                                     | Tilburg | hardsteen                                   |                       |
| 1965              | Rustende agrariër                                       | Hans van der Plas              | Conservatoriumlaan                                            | Tilburg |                                             |                       |
| 1966              | Spelende beren                                          | Jaak Kreijkamp                 | Le Bourgetstraat                                              | Tilburg | Frans kalksteen                             |                       |
| 1967              | Apocalyps                                               | Egbert Dekkers                 | St.Oloflaan                                                   | Tilburg | beton                                       |                       |
| 1967              | geen titel, bekend als Twiggy                           | Teun Jacob                     | Schouwburgpromenade                                           | Tilburg | brons                                       |                       |
| 1967              | Zittend Meisje                                          | Hans Goddefroy                 | Schouwburgring                                                | Tilburg | brons                                       |                       |
| 1967              | Moeder en kind                                          | Hans Bayens                    | Beneluxlaan 101, (verz. huis De Kievitshorst)                 | Tilburg |                                             |                       |
| 1969              | Nevelpaarden                                            | Eric Claus                     | Conservatoriumlaan                                            | Tilburg |                                             |                       |
| 1969              | Baksteenreliëf                                          | Luc. van Hoek / Jan Koldeweij  | Bisschop Zwijsenstraat / Koningsplein                         | Tilburg | baksteen                                    |                       |
| 1969              | De appels der Hesperiden                                | Nic Jonk                       | Conservatoriumlaan                                            | Tilburg |                                             |                       |
| 1970              | Beschermde groei                                        | Wout Maters                    | Stadhuisstraat/Stadhuisplein                                  | Tilburg | brons                                       |                       |
| 1971              | Ontwaken                                                | Pieter d' Hont                 | Warandelaan                                                   | Tilburg | beton                                       |                       |
| 1972              | Fontein                                                 | Joop Beljon                    | Willemsplein                                                  | Tilburg | beton                                       |                       |
| 1972              | Landschapspoort                                         | Piet Slegers                   | Tatraweg, plantsoen                                           | Tilburg |                                             |                       |
| 1974              | Zuil                                                    | Ad Louwinger                   | St.Olofstraat                                                 | Tilburg | staal                                       |                       |
| 1975              | Mr. J.H. de Pont                                        | Pieter d' Hont                 | Wilhelminapark, Museum De Pont                                | Tilburg |                                             |                       |
| 1978              | Samenwerking                                            | Hans Claesen                   | Paduaplein                                                    | Tilburg | muschelkalk                                 |                       |
|                   | (beeld)                                                 |                                | (in kloostertuin?)                                            | Tilburg |                                             |                       |
| 1981              | Voltvonk                                                | Paul Vincken                   | Transvaalplein                                                | Tlburg  | steengoed                                   | Voltvonk              |
| 1982              | Atoombom-gedenksteen 1945/1982                          |                                | Hoek Noordstraat-Tuinstraat                                   | Tilburg | steen                                       |                       |
| 1982              | Hajnal Napsugara (Ochtendzon)                           | Laszlo Terebessy               | Piusstraat                                                    | Tilburg | marmer                                      |                       |
| 1982              | Landschapsproject met drijfvorm                         | Piet Slegers                   | Warandelaan 2, park                                           | Tilburg |                                             |                       |
| 1983              | Twee abri's                                             | Joop Beljon                    | Stadhuisplein                                                 | Tilburg | beton                                       |                       |
| 1983              | Spelende kinderen+                                      | Jaak Kreijkamp                 | Beethovenlaan 194                                             | Tilburg |                                             |                       |
| 1986              | zonder titel                                            | André Volten                   | Warandelaan                                                   | Tilburg | graniet                                     |                       |
| 1986              | Het schrijvertje                                        | Hein Koreman                   | Heuvelstraat                                                  | Tilburg | brons                                       |                       |
| 1986              | Kruikezeiker                                            | Henk Smulders                  | Heuvelstraat / Nieuwlandstraat                                | Tilburg | brons                                       |                       |
| 1986              | Duikplank                                               | Hanshan Roebers                | Spoorlaan                                                     | Tilburg |                                             |                       |
| 1987              | Gedenknaald koning Willem II                            | Ton Buijnsters / Jozef Geefs   | Oude markt                                                    | Tilburg | graniet, roestvast staal, marmer, aluminium | meer afbeeldingen     |
| 1987              | (object)                                                | Arnaud Beerends                | Hart van Brabantlaan                                          | Tilburg | staal                                       |                       |
| 1989              | Chaise longue                                           | Dora Dolz                      | Schouwburgpromenade                                           | Tilburg | beton. mozaïek                              |                       |
| 1989              | Visite                                                  | JeanMarianne Bremers           | Koningsplein                                                  | Tilburg |                                             |                       |
| 1990              | De lopende man                                          | Peter Erftemeijer              | Oude Markt                                                    | Tilburg | brons                                       |                       |
| 1990              | Staande hartvorm                                        | Peter van den Berk             | Schouwburgpromenade                                           | Tilburg | brons                                       |                       |
| 1990              | zonder titel                                            | Herbert Nouwens                | Ringbaan-Zuid                                                 | Tilburg | cortenstaal                                 |                       |
| 1992              | Galapagos                                               | Jerome Symons                  | Groeseindstraat                                               | Tilburg |                                             |                       |
| 1994              | Fraterke                                                | Frank van der Loo              | Capucijnenstraat, Frater Mattheushof                          | Tilburg | brons                                       |                       |
| 1994              | Caruso                                                  |                                | Wilhelminapark                                                | Tilburg | beton                                       |                       |
| 1996              | Rene Klessensmonument tegen oorlog en geweld            | Christien Nijland-Put          | Sint Willebrordplein                                          | Tilburg | beton                                       |                       |
|                   | Gevallen schoorsteen                                    |                                | Professor Cobbenhagenlaan                                     | Tilburg | Baksteen                                    |                       |
|                   | Zittende muur                                           |                                | Professor Cobbenhagenlaan                                     | Tilburg | Baksteen                                    |                       |
| 1998              | Kermismonument                                          |                                | NS-plein                                                      | Tilburg |                                             |                       |
|                   | (zonder titel)                                          | Bernard Olsthoorn              | Prof.Cobbenhagenlaan                                          | Tilburg | staal                                       |                       |
|                   | (beeld)                                                 |                                | Korte Tuinstraat                                              | Tilburg |                                             |                       |
| 2001              | Marietje Kessels Monument                               | Guido Geelen                   | Kloosterspeeltuin, Elzenhof                                   | Tilburg | brons                                       |                       |
| 2002              | Opening De Rooi Pannen                                  | Corry Ammerlaan                | Reitse Hoevenstraat                                           | Tilburg | brons                                       |                       |
| 2006              | Monument tegen zinloos geweld (Kabinetskast)            | Guido Geelen                   | Willemsplein, tegen rechtermuur Heikese kerk                  | Tilburg | brons en glas                               |                       |
| vanaf 2006        | Social Sofas                                            |                                |                                                               | Tilburg |                                             | Meer afbeeldingen     |
| 2007              | Sindroom                                                | Doreen Southwood               | Transvaalplein                                                | Tilburg | metaal                                      |                       |
| 2007              | Plekgedicht mussenmanieren                              | Nick J. Swarth Sander Neijnens | Heuvelstraat 139 (zijmuur)                                    | Tilburg | verf                                        |                       |
| 2007              | Dansende schildpadden                                   | Niko de Wit                    | Zwijsenplein                                                  | Tilburg | brons                                       |                       |
| 2008              | Miracle (Lantaarnpaal)                                  | Krištof Kintera                | Bredaseweg, begraafplaats                                     | Tilburg | staal                                       |                       |
| 2009              | Concedo nulli, ter herinnering aan Miet van Puijenbroek | Margot Homan                   | Goirkestraat 96, TextielMuseum                                | Tilburg | brons                                       |                       |
| 2009              | Zusters van staal                                       | Judith Kuijpers                | Kloosterstraat                                                | Tilburg | staal                                       | Zusters van Tilburg   |
| 2010              | Bisschop Bekkers                                        | Eugène Peters                  | Stadhuisplein, tegen rechtermuur Heikese kerk                 | Tilburg | brons                                       |                       |
| 2013              | Verbondenheid                                           | Margot Homan                   | Willem II /Telegraafstraat, Helga Deentuin                    | Tilburg | brons                                       |                       |
| 2017              | Sky Mirror                                              | Anish Kapoor                   | Hasseltstraat                                                 | Tilburg | rvs                                         |                       |
| 2018              | (zonder titel)                                          | Dirk Verberne                  | Wandelboslaan                                                 | Tilburg | cortenstaal                                 |                       |
| 2018              | Shared Flat                                             | Han Lammers                    | Wandelboslaan                                                 | Tilburg | zink?                                       |                       |
| 2018?             | Theo van Gogh                                           |                                | Sint Annaplein 18                                             | Tilburg | cortenstaal                                 | Theo van Gogh in 1873 |
| 2020              | Vlinderboom, monument tegen zinloos geweld              |                                | Campenhoefdreef bij 13                                        | Tilburg | hout en metaal                              |                       |
| 2022              | Slavernijmonument                                       | Dedden & Keizer                | Burgemeester Stekelenburgplein                                | Tilburg | cortenstaal, verzinkt                       | Slavernijmonument     |
| 2022              | Herinnering Kesselsfabriek                              |                                | Spoorpark                                                     | Tilburg | tegels, divers                              |                       |
| 2022              | Braided Wave                                            | Han Lammers                    | Wandelboslaan                                                 | Tilburg | zink                                        |                       |
| 2024              | Liefde in je naam                                       | Mélanie de Vroom               | Kloosterstraat (Bij Moederhuis Zusters van Liefde)            | Tilburg | staal                                       |                       |

## Udenhout
| Geplaatst | Omschrijving                          | Kunstenaar                              | Straat                                            | Plaats   | Materiaal | Afbeelding |
| --------- | ------------------------------------- | --------------------------------------- | ------------------------------------------------- | -------- | --------- | ---------- |
| 1901      | Sint Petrus                           |                                         | Slimstraat 21-23, (voormalig klooster St. Petrus) | Udenhout |           |            |
| 1929      | Vincentius a Paulo                    | onbekend                                | Schoorstraat 4, Huize Vincentius                  | Udenhout | steen     |            |
| 1958      | Slipjachtplaquette                    | onbekende maker, Holland metaalgieterij | Slimstraat 9, (gevel St. Lambertuskerk)           | Udenhout |           |            |
| 1965      | Meisje met poppen                     | Jan van den Thillart?                   | Schoorstraat 4                                    | Udenhout | steen     |            |
| 1988      | Kletsende Vrouwtjes                   | Arie van Hoorn                          | Slimstraat 2                                      | Udenhout |           |            |
| 1997      | Samenspel                             | Frank van der Loo                       | Kreitmolenstraat 26                               | Udenhout | brons     |            |
| 1997      | De Toren van Udenhout                 | Marius Boender                          | Kreitenmolenstraat/Handelsweg rotonde             | Udenhout | baksteen  |            |
| 1998      | Felixmonument (Sint Felix van Valois) | Frank van der Loo                       | Felixhof                                          | Udenhout |           |            |
| 2001      | Bizon                                 | Frank van der Loo                       | Stapelen                                          | Udenhout |           |            |
| 2013      | Social sofas                          |                                         | Slimstraat, Kreitenmolenstraat, Sportlaan en meer | Udenhout |           |            |
| 2013      | Festipet                              | Anton der Kinderen                      | Slimstraat                                        | Udenhout |           |            |